# 源行家
源行家（1145年—1186年）是日本平安時代末期的一名武將。出生河內源氏，是源為義的第十子，也是源義朝和源義賢的弟弟。因此按照輩分來說是源賴朝和木曾義仲的叔父。人稱新宮十郎或十郎藏人。
源行家原名義盛，其同胞妹妹鳥居禪尼是在熊野三山擔任要職的行範的妻子。由於住在熊野新宮，被人稱為新宮十郎。在1159年的平治之亂中，源義盛參加了兄長義朝的叛亂軍。戰敗後成功逃回熊野並隱居20餘年。1180年（治承4年），後白河法皇的第三皇子以仁王向各地的源氏發出舉兵討伐平家的令旨。攝津源氏的源賴政召義盛出山，補八條院的藏人一職，並改名「行家」。從此以後被人稱為十郎藏人。
源行家勸說侄兒源賴朝起兵反對平家，但後來卻同賴朝的部下不和。1181年（養和元年），行家同平家方面的平重衡在墨俁川交戰，行家大敗，逃往三河國的矢作川，隨後投奔賴朝。行家向賴朝請求領地，但被賴朝拒絕；因此投奔木曾義仲麾下。
1183年，源行家同木曾義仲麾下的楯親忠帶兵防禦位於能登國志雄山的平家軍。隨後木曾在俱利伽羅峠之戰中大敗平家，取道宇治川，與木曾義仲進入京都謁見後白河法皇。行家與義仲爭奪拜謁的順序，被封為從五位下備後守；但行家不願要備後國，改封備前守。法皇沒收了平家的土地，賞賜給行家和義仲。
木曾義仲的部下在京都胡作非為，引起了法皇和公卿的不滿。源行家意識到了這一點。當時平家的勢力在屋島站穩了腳跟，為了避免惹禍上身，行家自請率兵征討西國的平家。在播磨國的室山被平知盛、平重衡擊敗，逃往和泉國。
次年源賴朝派遣源範賴、源義經攻滅木曾義仲的勢力，召行家回京。此後源行家同源義經關係親密，但是同賴朝有矛盾。行家以和泉國和河內國（河內源氏的發源地）為中心，建立了自己的半獨立式根據地。
1185年，平家在壇之浦之戰中滅亡後，源行家同源義經結盟，後白河法皇也下達了討伐源賴朝的院宣。然而支持行家的武士很少，不久以後源賴朝率軍上洛，反將源行家和源義經封為朝敵。行家和義經試圖逃往西國以尋求平家餘黨的支持，但在大物浦遭到了暴風雨的襲擊而失敗。源賴朝的追兵隨後趕到，行家藏匿在和泉國近木鄉的在廳日向權守清實（後畠中城）的屋敷中。翌年被當地人告發，為北條時定的部下逮捕，同次子家光、三子行賴一起被斬首。